# 巫女の予言短篇
「巫女の予言短篇」（みこのよげんたんぺん、古ノルド語: Völuspá hin skamma）、あるいは「短い巫女の予言」（みじかいみこのよげん）は、『詩のエッダ』の「ヒュンドラの歌」の29節から44節に章に残された、「巫女の予言」を模倣した古ノルド語の詩である。
詩の名称は「ギュルヴィたぶらかし」の第4節でスノッリが「ヒュンドラの歌」から該当部分を引用する際に出典として表題を示したことで知られることになった。

| [...] ok var sá nefndr Ymir, en hrímþursar kalla hann Aurgelmi, ok eru þaðan komnar ættir hrímþursa, svá sem segir í Völuspá inni skömmu: 7. Eru völur allar frá Viðolfi, vitkar allir frá Vilmeiði, en seiðberendr frá Svarthöfða, jötnar allir frá Ymi komnir. | And that man is named Ymir, but the Rime-Giants call him Aurgelimir; and thence are come the races of the Rime-Giants, as it says in Völuspá the Less: - All the witches spring from Witolf, All the warlocks are of Willharm, And the spell-bearers spring from Swarthead; All the ogres of Ymir come. | これはユミルと名づけられたが、霜の巨人どもはアウゲルミルと呼んでいる。こいつから、『巫女の予言短篇』でいわれるように、霜の巨人族の諸族が発しているのだ。 - すべての巫女（völva）は ヴィットールヴに すべての魔術師（vitki）は ヴィルメイズに、 すべての呪術師（seiðberendi）は スヴァルトホヴジに、 すべてのヨトゥン（jötunn）は ユミルに遡る |

さらに残りの節は「ヒュンドラの歌」第29–44節に現れる。
ヘンリー・アダムズ・ベロウズは、自身の「ヒュンドラの歌」の翻訳の中で、「巫女の予言短篇」の残された断章が「偉大なる『巫女の予言』の遅い時期にできたとても凡庸な模倣」であることを示すとした上で、その成立年代は12世紀とした。
彼はさらに、この詩が「ヒュンドラの歌」に現れるのは、写字生が2つの詩を混同したことによる失敗であるとし、同時にこの節が詩として、あるいは神話としてのいかなる重大な価値も持たない事を示唆した。